# San Francisco de Santa Fe
San Francisco es una localidad y comuna del Departamento General López, provincia de Santa Fe, Argentina.
Se encuentra a 28 km al noroeste de la ciudad de Venado Tuerto.

## Fundación
El pueblo fue creado por Don Zaballa Arregui, en nombre de la Compañía Argentina de Colonización y Tierras, en el año 1889 y contó con planos oficiales el 3 de septiembre de 1892. Los directivos de la Compañía colonizadora eran devotos de San Francisco y bautizaron a la localidad bajo su advocación. Se le adicionó de Santa Fe, para diferenciarla de la ciudad cordobesa de igual nombre.

## Población
Cuenta con 416 habitantes (Indec, 2010), lo que representa un incremento del 5,7% frente a los 370 habitantes (Indec, 2001) del censo anterior.
| Gráfica de evolución demográfica de San Francisco de Santa Fe entre 1991 y 2010 |
|                                                                                 |
| Fuente: Censos nacionales del INDEC                                             |

## Clima
El clima es templado pampeano, con temperaturas moderadas, con una media anual de 17 °C.  Las precipitaciones regulares decrecen del nordeste al sudoeste y su media anual es de 944mm.

## Flora y Fauna
La flora más tradicional que podemos encontrar es; el paraíso, el álamo, el eucalipto, la acacia, el pino y además podemos encontrar sauces, ceibales, aromitos, ombúes, laureles, aguaribayes y algarrobos.
En cuanto a la fauna, se destacan el venado, el zorrino, el ñandú, el peludo,  el zorro pampeano, la vizcacha, el puma y el gato de los pajonales.  Entre las aves hay especies como perdices, chorlos, lechuzas, búhos, colibríes, horneros, benteveos, caranchos, perdices, teros, y tordos.